# Urgedra quindinata
Urgedra quindinata är en fjärilsart som beskrevs av Paul Dognin 1910. Urgedra quindinata ingår i släktet Urgedra och familjen tandspinnare. Inga underarter finns listade i Catalogue of Life.